# Зерлюколь-Нур
Зерлюколь-Нур (Зерлю-Куль, Зерда-куль) — проточное высокогорное озеро в Кош-Агачском районе на юго-востоке Республики Алтай в России. Находится к югу от более крупного озера Караколь-Нур, в 17 км от развалин села Калгуты. Относится к бассейну Джазатора, правой составляющей Аргута.
Площадь озера составляет 1,8 км². Располагается на высоте 2310 м над уровнем моря в левобережье верхнего течения реки Джазатор между хребтами Сайлюгем и Южно-Чуйский в Центральном Алтае. В Зерлюколь-Нур впадают ручьи из множества соседних небольших озёр. Сток идёт на восток через протоку в Джазатор, вытекающую из северо-восточной оконечности озера. Площадь водосборного бассейна Зерлюколь-Нура — 39,2 км².
По данным государственного водного реестра России относится к Верхнеобскому бассейновому округу, водохозяйственный участок реки — Катунь, речной подбассейн реки — Бия и Катунь. Речной бассейн реки — (Верхняя) Обь до впадения Иртыша. Код водного объекта в государственном водном реестре — 13010100311115100000342.